# Canals (Spagna)
Canals è un comune spagnolo di 13 941 abitanti situato nella comunità autonoma Valenciana.